# Кино през 2007 година
Това е списък на събития, свързани с киното през 2007 година.

## Събития

### Церемонии по връчване на награди
- 13 януари – 64-ти награди Златен глобус в Бевърли Хилс.
- 11 февруари – 60-и награди на БАФТА в Лондон.
- 24 февруари – 32-ри награди Сезар в Париж.
- 24 февруари – 27-и награди Златна малинка в Лос Анджелис.
- 25 февруари – 79-и награди Оскар в Лос Анджелис.
- 27 март – 12-и награди Емпайър (обявени).
- 10 май – 33-ти награди Сатурн в Лос Анджелис.
- 1 декември – 20-и Европейски филмови награди в Берлин.
- 16 декември – 12-и награди Сателит.

### Кинофестивали
- 18 – 28 януари – Сънданс 2007 в Парк Сити.
- 8 – 18 февруари – 57-и фестивал Берлинале в Берлин.
- 1 – 11 март – София Филм Фест 2007 в София.
- 16 – 27 май – 60-и фестивал в Кан.
- 29 август – 8 септември – 64-ти фестивал в Венеция.
- 6 – 15 септември – 32-ри фестивал в Торонто.

## Най-касови филми
| №   | Заглавие                            | Филмово студио                            | Приходи      |
| --- | ----------------------------------- | ----------------------------------------- | ------------ |
| 1.  | „Карибски пирати: На края на света“ | Walt Disney Pictures                      | $963 420 425 |
| 2.  | „Хари Потър и Орденът на феникса“   | Warner Bros.                              | $939 885 929 |
| 3.  | „Спайдър-Мен 3“                     | Columbia Pictures                         | $890 871 626 |
| 4.  | „Шрек Трети“                        | DreamWorks Animation / Paramount Pictures | $798 958 162 |
| 5.  | „Трансформърс“                      | DreamWorks / Paramount Pictures           | $709 709 780 |
| 6.  | „Рататуй“                           | Walt Disney Pictures / Pixar              | $623 722 818 |
| 7.  | „Аз съм легенда“                    | Warner Bros.                              | $585 349 010 |
| 8.  | „Семейство Симпсън: Филмът“         | 20th Century Fox                          | $527 071 022 |
| 9.  | „Съкровището: Книгата на тайните“   | Walt Disney Pictures                      | $457 364 600 |
| 10. | „300“                               | Warner Bros. / Legendary Pictures         | $456 068 181 |

## Награди
| Категория           | 65-и награди Златен глобус 13 януари 2008    | 65-и награди Златен глобус 13 януари 2008    | 61-ви награди на БАФТА 10 февруари 2007      | 80-и награди Оскар 24 февруари 2008          |
| Категория           | Драма                                        | Мюзикъл или комедия                          | 61-ви награди на БАФТА 10 февруари 2007      | 80-и награди Оскар 24 февруари 2008          |
| ------------------- | -------------------------------------------- | -------------------------------------------- | -------------------------------------------- | -------------------------------------------- |
| Филм                | „Изкупление“                                 | „Суини Тод“                                  | „Изкупление“                                 | „Няма място за старите кучета“               |
| Актьор              | Даниъл Дей-Люис „Ще се лее кръв“             | Джони Деп „Суини Тод“                        | Даниъл Дей-Люис „Ще се лее кръв“             | Даниъл Дей-Люис „Ще се лее кръв“             |
| Актриса             | Джули Кристи „Далеч от нея“                  | Марион Котияр „Едит Пиаф: Животът в розово“  | Марион Котияр „Едит Пиаф: Животът в розово“  | Марион Котияр „Едит Пиаф: Животът в розово“  |
| Режисьор            | Джулиан Шнабел „Скафандърът и пеперудата“    | Джулиан Шнабел „Скафандърът и пеперудата“    | Братя Коен „Няма място за старите кучета“    | Братя Коен „Няма място за старите кучета“    |
| Поддържащ актьор    | Хавиер Бардем „Няма място за старите кучета“ | Хавиер Бардем „Няма място за старите кучета“ | Хавиер Бардем „Няма място за старите кучета“ | Хавиер Бардем „Няма място за старите кучета“ |
| Поддържаща актриса  | Кейт Бланшет „Няма ме“                       | Кейт Бланшет „Няма ме“                       | Тилда Суинтън „Майкъл Клейтън“               | Тилда Суинтън „Майкъл Клейтън“               |
| Адаптиран сценарий  | „Няма място за старите кучета“ Братя Коен    | „Няма място за старите кучета“ Братя Коен    | „Скафандърът и пеперудата“ Роналд Харууд     | „Няма място за старите кучета“ Братя Коен    |
| Оригинален сценарий | „Няма място за старите кучета“ Братя Коен    | „Няма място за старите кучета“ Братя Коен    | „Джуно“ Диабло Коди                          | „Джуно“ Диабло Коди                          |
| Чуждестранен филм   | „Скафандърът и пеперудата“                   | „Скафандърът и пеперудата“                   | „Животът на другите“                         | „Фалшификаторите“                            |
| Анимационен филм    | „Рататуй“                                    | „Рататуй“                                    | „Рататуй“                                    | „Рататуй“                                    |